# Верхний Рогачик
Верхний Рогачик (на украински: Верхній Рогачик) е селище от градски тип в Южна Украйна, Верхнорогачицки район на Херсонска област. Основано е през 1786 година. Населението му е около 6789 души.